# Xerox 820
Lo Xerox 820 è un computer a 8-bit prodotto dalla Xerox nel 1981. È dotato di una CPU Zilog Z80A e di floppy disk come memoria di massa e utilizza come sistema operativo il CP/M.
Ne furono prodotte tre versioni.

## Il modello 820
Il modello originale detto Xerox 820, distribuito nel 1981, impiegava un processore Zilog Z80 che operava alla frequenza di 2,5 MHz. Era dotato di 64 kB di memoria RAM.

## Il modello 820-II
Lo Xerox 820-II fu lanciato nel 1982, tra le migliorie la CPU Z80A aveva una frequenza maggiore pari a 4 MHz.
La scheda madre era inserita dentro all'unità CRT ed includeva il processore, 64 KB di RAM e 6-8 KB di ROM.
Lo schermo CRT era monocromatico e poteva visualizzare il testo su 24 linee per 80 colonne.
Era dotato di due porte di comunicazione seriali RS-232 e di due porte parallele.
La tastiera era dotata di tastierino numerico.
A livello software, il modello 820-II usciva con il sistema operativo CP/M versione 2.2, un disco di diagnostica, una copia del programma di scrittura MicroPro WordStar ed il linguaggio di programmazione Microsoft BASIC-80.
Il prezzo del sistema era di $3000.

## Il modello 8/16
Il modello Xerox 8/16 era dotato di due CPU, un processore Z80 ed un Intel 8086 che potevano essere attivate congiuntamente o separatamente. I sistemi operativi impiegati erano il CP/M-80 ed il CP/M-86. In dotazione vi era Wordperfect e Dbase II. Come memoria di massa utilizzava un floppy disk drive da 8" ed era dotato di un monitor bianco e nero da 12".
Nel 1984 venne equipaggiato con un doppio floppy disk drive da 5.25". Completavano la dotazione un monitor ed una stampante laser.